# La tenda rossa
La tenda rossa  (cirílico: Красная палатка; em russo:  Krasnaya palatka; no Brasil: A Tenda Vermelha) é um filme ítalo-soviético, de 1969, dos gêneros aventura, drama e romance, dirigido por Mikhail Kalatozov, roteirizado por Richard DeLong Adams e Ennio De Concini e musicado por Ennio Morricone.

## Sinopse
O fracasso da expedição italiana que, em 1928, tentou chegar de dirigível ao círculo polar Ártico, com grande repercussão internacional.

## Elenco
- Sean Connery ....... Roald Amundsen
- Claudia Cardinale ....... Valeria, enfermeira
- Hardy Krüger ....... Lundborg, aviador
- Peter Finch ....... General Umberto Nobile
- Massimo Girotti ....... Romagna, coordenador do resgate
- Luigi Vannucchi ....... capitão Zappi
- Mario Adorf ....... Biagi, operador de rádio
- Eduard Martsevich ....... Finn Malmgren, meteorologista
- Grigori Gaj ....... Samoilovich, capitão do quebra-gelo russo
- Nikita Mikhalkov ...... Chuknovsky, piloto do quebra-gelo
- Nikolai Ivanov ....... Kolka, radioamador